# Leon Shamroy

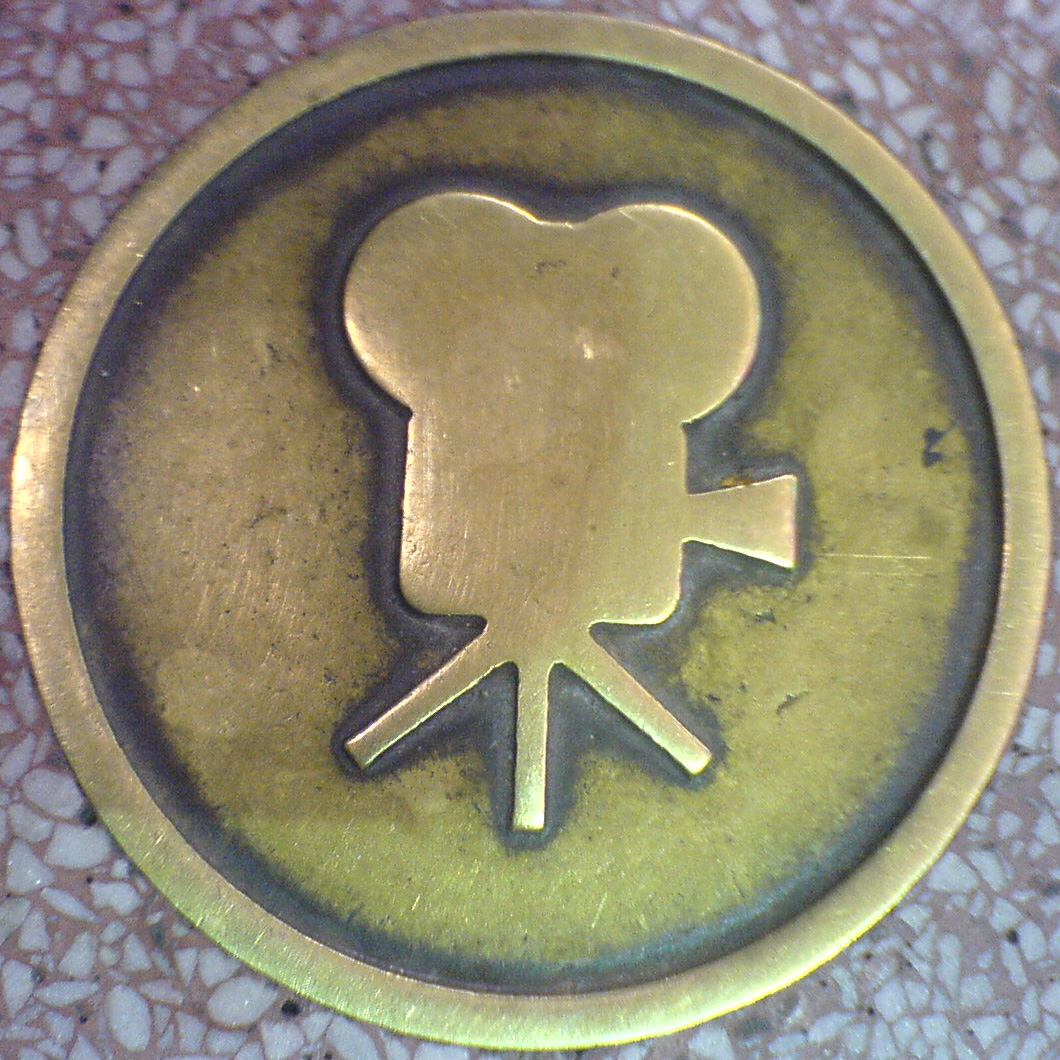
Mit Hal Mohr, Ray Rennahan, J. Peverell Marley, Conrad L. Hall und Haskell Wexler gehört Shamroy zu den sechs Kameramännern, die mit einem Stern auf dem Walk of Fame geehrt wurden

Leon Shamroy (* 16. Juli 1901 in New York; † 7. Juli 1974 in Los Angeles; eigentlich Leonard Shamroy) war ein US-amerikanischer Kameramann.
Shamroy, im Laufe seiner Karriere 18 mal für einen Oscar für die Beste Kameraführung nominiert, wurde viermal mit einem Oscar ausgezeichnet. Damit gehörte er neben Joseph Ruttenberg zu den am häufigsten honorierten und neben Charles Lang zu den am häufigsten nominierten Kameraleuten.

## Leben
Der Sohn russischer Einwanderer besuchte das New York City College und studierte an der Columbia-Universität Maschinenbau. Nebenher arbeitete Shamroy als Assistent des technischen Zeichners bei seinen Onkeln, allesamt Ingenieure, die einen neuen Typ eines luftgekühlten Funkmotors, den sogenannten Lawrence Motor, entwickelten. Nach seinem Studium übernahm Shamroy eine Anstellung als Techniker im Labor der Fox Film Corporation. Nach kurzer Zeit wurde Shamroy Kameraassistent und begann Mitte der 1920er-Jahre kurze Experimentalfilme zu drehen. Als Kameramann drehte Shamroy 1926 mit Charles Hutchinson, der die Regie führte und zudem die Hauptrolle spielte, eine aus zehn Kurzfilmen bestehende Actionserie unter dem Titel Lightning Hutch. Für Pál Fejös führte Shamroy 1928 bei der Produktion des Experimentalfilms The Last Moment die Kamera. Noch im selben Jahr drehte er für Robert Flaherty, mit Floyd Crosby als zweitem Kameramann, die Dokumentation Acoma, the sky city. Der Film wurde nie aufgeführt, da die Filmrollen bei einem Brand zerstört wurden.
Zu Beginn der 1930er-Jahre schloss sich Shamroy als Kameramann der Huntington Ethnological Expedition an. Zwei Jahre lang drehte Shamroy in China, Japan, auf den Philippinen und in Indonesien. Das so entstandene Filmmaterial wurde während der 1940er-Jahre für US-Kriegsfilme sowie vom Kriegsministerium für Studienzwecke des Feindgebietes verwendet. Nach seiner Rückkehr in die USA drehte Shamroy zunächst eher mittelmäßige Filme für verschiedene Produktionsfirmen, bis er 1939, für die im Jahr zuvor entstandene Komödie Gauner mit Herz, zum ersten Mal für einen Oscar nominiert wurde. Kurz darauf wechselte Shamroy zur 20th Century Fox. Bis er krankheitsbedingt 1969 in den Ruhestand trat, war Shamroy 30 Jahre lang Chefkameramann der Fox.
Im Jahr 1953 heiratete Shamroy die Schauspielerin Mary Anderson, die er 1944, während der Dreharbeiten zu Wilson kennengelernt hatte. Die Ehe mit der knapp 20 Jahre jüngeren Anderson hielt bis zu Shamroys Tod im Jahr 1974. Leon Shamroy wurde auf dem Forest Lawn Cemetery in Hollywood Hills beigesetzt.

## Bedeutung
Ab 1932 gehörte Shamroy der American Society of Cinematographers an und war von 1947 bis 1948 Präsident der Organisation. Während sein Konkurrent Lee Garmes häufig mit Rembrandt van Rijn verglichen wurde, sah Rodney Farnsworth in Leon Shamroy das kinematographische Äquivalent zu Peter Paul Rubens.
Shamroy, der zu den wenigen Kameraleuten gehört, die mit einem Stern auf dem Hollywood Walk of Fame geehrt wurden, war durchaus von sich überzeugt, was sich in seiner Meinung über das Filmgeschäft im Allgemeinen und seinen Kollegen Lee Garmes im Besonderen ausdrückte:

“Lee Garmes will never see the day that he's as good as I am, and that goes for anybody in the motion picture business.”

„Lee Garmes wird nie den Tag sehen, an dem er so gut ist wie ich, und das gilt für jeden im Filmgeschäft.“

Shamroy, der knapp 30 Jahre bei der 20th Century Fox unter Vertrag stand, drehte 1947 Testaufnahmen mit Marilyn Monroe und war 1953 Chefkameramann bei der Produktion des ersten sowie im Jahr 1966 des letzten Films in Cinemascope.

## Werk
Shamroy arbeitete knapp 45 Jahre lang als Kameramann und fotografierte etwa 120 Filme. Während seiner Karriere erlebte Shamroy den Übergang vom Stumm- zum Tonfilm, vom Schwarzweiß- zum Farbfilm, bis hin zum Breitwandfilm als Antwort auf die zunehmende Verbreitung des Fernsehens.
In den 1920er-Jahren drehte Shamroy vornehmlich kurze Actionfilme, zumeist mit Charles Hutchinson in der Hauptrolle, Western, Dramen und Experimentalfilme. In dieser Zeit entstand The Telltale Heart, ein Kurzfilm nach der Geschichte Das verräterische Herz von Edgar Allan Poe. The Telltale Heart und die 1931 entstandene Dokumentation Man’s Paradise waren die beiden Produktionen, für die Shamroy als Kameramann und Regisseur verantwortlich war.
Pál Fejös The Last Moment gehört zu Shamroys herausragenden Arbeiten während der 1920er-Jahre. Der Film zeigt, wie kurz vor dem Tod eines Selbstmörders sein Leben noch einmal an ihm vorbeizieht. Der in höchsten Tönen, unter anderem von Charles Chaplin, gelobte Film, gilt als er einer der Ersten, die ohne Zwischentitel gezeigt wurden und der beinahe nur aus subjektiven Kameraeinstellungen, sogenannten Point-of-View-Shots besteht.
Nach einigen weiteren Filmen für Hutchinson, entschloss sich Shamroy, dessen Reputation als Kameramann durch den Erfolg von The Last Moment enorm gestiegen war, zu Beginn der 1930er-Jahre, sich der Huntington Ethnological Expedition nach Asien anzuschließen, um reale Dinge in ihrer Umgebung zu filmen, worin sein ureigenstes Interesse lag.
Bevor Shamroy für knapp zwei Jahre die Vereinigten Staaten verließ, drehte er mit Alma de Gaucho unter der Regie von Henry Otto seinen ersten Tonfilm.

### Die 1930er-Jahre
Nach seiner Rückkehr in die USA drehte Shamroy 1931 ein letztes Mal für Charles Hutchinson. Ohne festen Vertrag von einem Studio, arbeitete Shamroy für Produktionsgesellschaften wie die Universal Pictures, die I.E. Chadwick Productions, oder die B.P. Schulberg Productions und die Paramount Pictures. So entstand etwa 1932 der Whodunit-Film The Wayne Murder Case mit Jason Robards und Dwight Frye oder 1934 Prinzessin für 30 Tage, unter der Regie von Marion Gering. Als Vorläufer der Screwball-Comedys, bot der Film eine Mischung aus Cinderella und Der Gefangene von Zenda mit Cary Grant und Sylvia Sidney in den Hauptrollen.
Shamroy galt als innovativ und experimentierfreudig. So verwendete er 1935 bei der Produktion von Oberarzt Dr. Monet als erster Kameramann in Hollywood ein Zoomobjektiv. Der Film, ein Drama nach dem 1934 erschienenen Bestseller Private Worlds von Phyllis Bottome, entstand unter der Regie von Gregory La Cava mit Claudette Colbert und Charles Boyer in den Hauptrollen. Für ihre Leistung wurde Colbert für einen Oscar als Beste Hauptdarstellerin nominiert.
Nach Blinde Wut war Gehetzt Fritz Langs zweite Regiearbeit in Hollywood. Der 1936 komplett im Studio gedrehte Film, mit Henry Fonda und Sylvia Sidney in den Hauptrollen, entstand nach einer Geschichte von Gene Towne. Shamroy arbeitete bei diesem Melodram mit starken Kontrasten, Gegenlicht und Point-of-view-Einstellungen, die die klaustrophobische Atmosphäre des Films verstärkten. Langs Film erhielt durchweg positive Kritiken und hatte einen nicht zu unterschätzenden Einfluss auf den Stil der Filme der Schwarzen Serie. Bis zum Ende des Jahrzehnts stand Shamroy zumeist für Komödien und Musicals hinter der Kamera, wie etwa Blossoms on Broadway, 1937. Ein Jahr später erschien Gauner mit Herz (The Young in Heart) in den Kinos. Die Mischung aus Drama und Komödie entstand unter der Regie von Richard Wallace. Neben dem Staraufgebot, unter anderem Douglas Fairbanks Jr., Paulette Goddard, Roland Young, Billie Burke und Janet Gaynor, verpflichtete Produzent David O. Selznick Charles Bennett als Drehbuchautor, William Cameron Menzies als Art Director und Franz Waxman als Komponisten, sowie Shamroy als Kameramann. Der Film wurde ein Erfolg bei Publikum und Kritik, was in drei Oscarnominierungen gipfelte. Leon Shamroy wurde zum ersten Mal für die Beste Kameraführung nominiert und Franz Waxman gleich zweimal für die Beste Filmmusik und das Beste Scoring. Bei der Oscarverleihung 1939 ging Shamroy leer aus, jedoch markierte das Jahr einen Wendepunkt in der beruflichen Laufbahn des Kameramanns. Shamroy wurde bei der 20th Century Fox unter Vertrag genommen und avancierte kurz darauf zum Chefkameramann des Studios. Zudem arbeitete Shamroy bei der Produktion von Little Old New York, einer Biografie über Robert Fulton zum ersten Mal mit Regisseur Henry King zusammen.

### Die 1940er-Jahre
Noch im Dezember 1939 begannen die Dreharbeiten zu dem Kriminalfilm I Was an Adventuress, einem Remake des 1938 entstandenen französischen Films J’étais une Aventurière. Da sich der Cast aus Schauspielern verschiedener europäischer Nationalitäten zusammensetzte, sorgte Regisseur Gregory Ratoff dafür, dass am Set weder über den in Europa ausgebrochenen Krieg, noch über nationale oder internationale Politik diskutiert wurde. Bei der Produktion des Films, der eine der längsten Ballettszenen überhaupt enthält, arbeitete Shamroy mit Kameramann Edward Cronjager zusammen.
Für Galopp ins Glück, einer in Argentinien spielenden Mischung aus Musical und Komödie, wurde Leon Shamroy, zusammen mit Ray Rennahan, für die Beste Kameraführung in einem Farbfilm für einen Oscar nominiert. Galopp ins Glück, unter der Regie von Irving Cummings war Shamroys erster Film in Technicolor. Hauptdarstellerin Betty Grable avancierte mit ihrer Rolle endgültig zum Star in Hollywood, während Carmen Miranda in Down Argentine Way, so der Originaltitel, zum ersten Mal auf der Leinwand zu sehen war.
Die Dreharbeiten zu A Yank in the R.A.F. begannen Ende April 1941. Der Kriegsfilm mit Tyrone Power und Betty Grable, war Shamroys zweite Zusammenarbeit mit Regisseur Henry King. Der Schwarzweißfilm war eine der ersten großen Kriegsfilmproduktionen Hollywoods und kam bei Publikum und Kritik gut an. Power spielte einen Piloten, der Jagdflugzeuge von Kanada nach England überführt. In England trifft er seine Ex-Freundin Grable wieder, die inzwischen dem WREN (Women’s Royal Naval Service) beigetreten ist. Der Pilot tritt daraufhin in die R.A.F. ein, um gegen die Deutschen zu kämpfen. Obwohl der Film viele Klischees bediente, stand die Unterhaltung im Vordergrund und war weitgehend frei von Propaganda. Für die Luftkampfszenen wurden Spezialeffekte und Originalaufnahmen, von einem zweiten Aufnahmeteam in England gedreht, gemischt. Fred Sersen und Edmund H. Hansen wurden 1942 für einen Oscar in der Kategorie Beste visuelle Effekte nominiert.
Zwischen Dezember 1941 und März 1942 arbeitete Shamroy als Kameramann bei der Produktion des Schwarzweißfilms 10 Leutnants von West-Point. Die Hauptrollen in diesem Drama um die erste Abschlussklasse der Militärakademie in Westpoint spielen George Montgomery und Maureen O’Hara, während in einer kleinen Nebenrolle Blake Edwards seinen ersten Auftritt als Schauspieler hatte. Zum Teil sollten die Aufnahmen des von Henry Hathaway inszenierten Films in Monterey gedreht werden, was durch den Eintritt der USA in den Zweiten Weltkrieg und den daraus resultierenden militärischen Aktivitäten vor Ort verhindert wurde. Die Produktionsfirma ließ einen Nachbau der Militärakademie in Sherwood Forrest errichten, in dem die in Westpoint spielenden Szenen gefilmt wurden.
Nachdem Mitte April die Nachdrehs von Ten Gentlemen from West Point beendet waren, begannen am 20. April 1942 die Dreharbeiten zu Der Seeräuber. Basierend auf Rafael Sabatinis 1932 erschienenen Roman The Black Swan, schrieben Ben Hecht und Seton I. Miller das Drehbuch zu diesem Piratenfilm. Zunächst war Rouben Mamoulian als Regisseur des Farbfilms vorgesehen, jedoch entschied man sich bei der 20th Century Fox für Henry King als Regisseur. Maureen O’Hara, die mit ihrem „Markenzeichen“, ihrem kastanienbraunen Haar, zur „Queen of Technicolor“ avancierte, spielte neben Tyrone Power eine der Hauptrollen.
Shamroy und ein zweites Kamerateam unter Ray Renahan benutzten für die Dreharbeiten die von Joseph A. Ball und George A. Mitchell entwickelte 3-Streifen-Strahlenteilerkamera. Mit dieser Kamera wurden drei Filmstreifen, die als Bipack und Einzelfilm rechtwinklig zueinander angeordnet waren, über ein Doppelprisma gleichzeitig belichtet. Auf drei Matrizenfilme übertragen, entstand daraus im Technicolor-Druckverfahren der fertige Farbfilm.
1943 war Shamroy sowohl für Ten Gentlemen from Westpoint als auch für Der Seeräuber für einen Oscar nominiert. Während er den Oscar für die Beste Kameraführung in einem Farbfilm für Der Seeräuber erhielt, wurde Joseph Ruttenberg mit einem Oscar für die Beste Kameraführung eines Schwarzweißfilms für Mrs. Miniver ausgezeichnet.

Ende November 1943 begannen die Dreharbeiten zu einem der teuersten Filme der 20th Century Fox, Wilson.

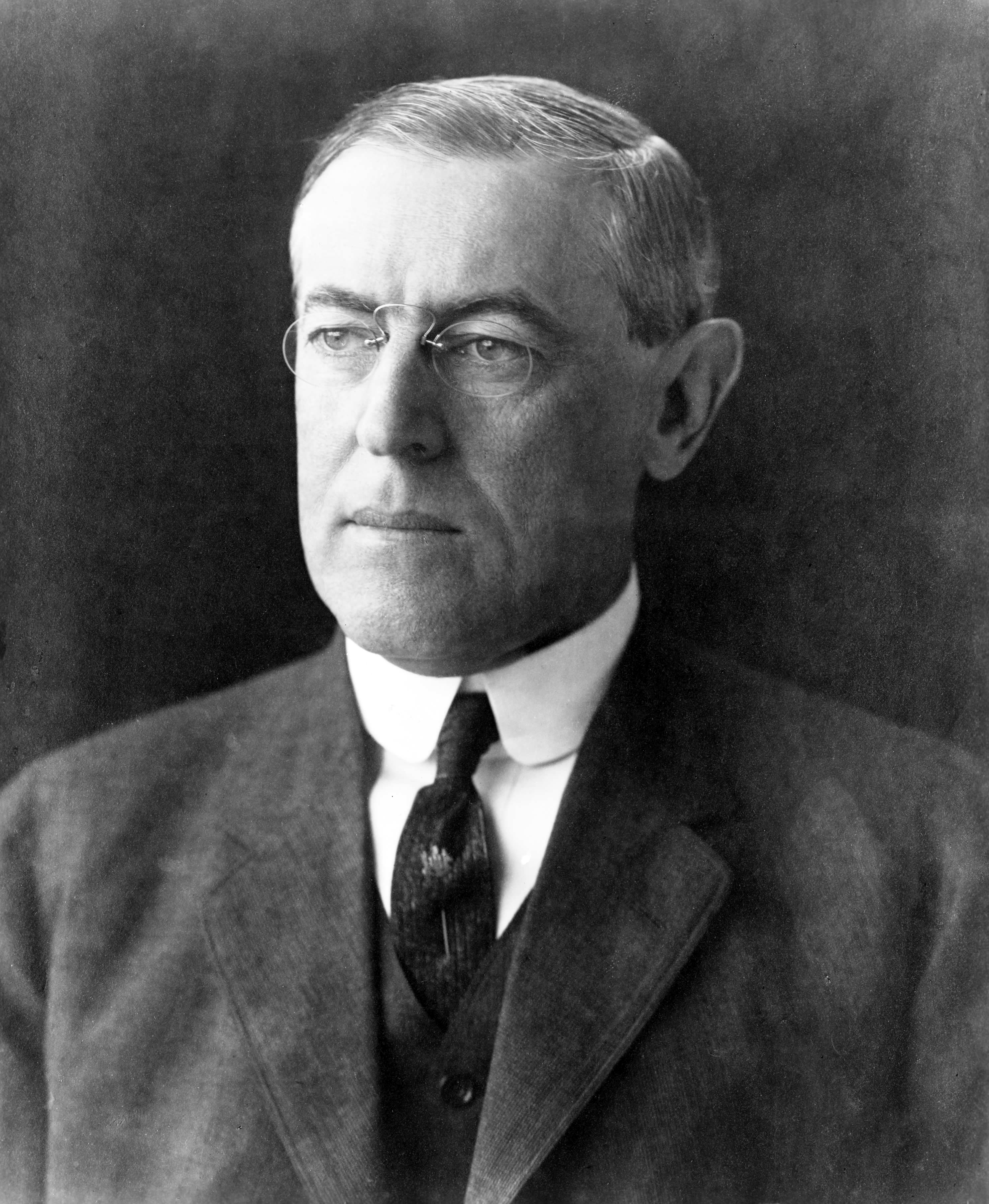
Woodrow Wilson (1912) in Daryl F. Zanucks Produktion wurde der 28. Präsident der USA von Alexander Knox verkörpert.

 Erste Treatments zu der Biografie über den 28. Präsidenten der Vereinigten Staaten von Amerika, Woodrow Wilson, waren bereits im Jahr 1942 von Norman Reilly Raine erstellt worden, durch das Erscheinen des mit Woodrow Wilson betitelten Scripts von Lamar Trotti jedoch hinfällig geworden. Für die Titelrolle waren zunächst Walter Huston, Frank Conroy und Ronald Colman im Gespräch, Produzent Zanuck entschied sich für Alexander Knox als Hauptdarsteller. Für die einzelnen Sets des Films wurden nicht nur Räume des Weißen Hauses exakt so nachgebaut, wie sie zur Zeit Wilsons aussahen, unter anderem das Oval Office, selbst Lincolns Bett, und der Schreibtisch Wilsons wurden repliziert. Zanuck engagierte den Künstler Hector Serbaroli, der die Gemälde im Weißen Haus kopierte. Neben vielen Stars vor der Kamera, unter anderem Charles Coburn, Vincent Price und Geraldine Fitzgerald, war zudem die Filmcrew mit einigen Größen der Fox besetzt. Allen voran Regisseur Henry King, Komponist Alfred Newman, Filmeditorin Barbara Mclean, Art Director James Basevi, sowie Fred Sersen, zuständig für die Spezialeffekte, und Bühnenbildner Thomas Little. Da Kameramann Ernest Palmer erkrankte, wurde er im Dezember 1943 durch Leon Shamroy ersetzt, der bis dahin die Kamera bei der Musicalproduktion Greenwich Village geführt hatte. Wilson wurde am 1. August 1944 in New York City uraufgeführt. Zwar erhielt der etwa 4 Millionen US-Dollar teure Film einige wohlwollende Kritiken, erhielt jedoch nicht die von Produzent Zanuck erhoffte Aufmerksamkeit der Kinozuschauer und wurde in finanzieller Hinsicht ein Flop. Bei der Oscarverleihung im Jahr 1945 war Wilson für zehn der Trophäen nominiert, unter anderem für den Besten Film und die Beste Regie. Mit einem Oscar ausgezeichnet wurden, Leon Shamroy, für die Beste Kameraführung in einem Farbfilm, Barbara McLean für den Besten Schnitt, Wiard Ihnen und Thomas Little für die Beste Ausstattung, Edmund H. Hansen für den Besten Ton und Lamar Trotti für das Beste Originaldrehbuch.
Im Jahr 1945 arbeitete Shamroy mit Regisseur John M. Stahl an Todsünde, einem Film noir mit Gene Tierney, Cornel Wilde, Jeanne Crain und Vincent Price in den Hauptrollen. Untypisch für einen Film noir, wurde in den satten Technicolorfarben der 1940er-Jahre gedreht. Shamroy arbeitete mit deep focus, also mit möglichst großer Schärfentiefe, sowie Weitwinkelobjektiven und drehte in nur von Lampen erhellten Räumen in Verbindung mit Low-Angle-Shots um eine Noir-typische Atmosphäre zu schaffen. Da der Farbfilm dem Kameramann nicht die Möglichkeit bot, mit starken Kontrasten wie im Schwarzweißfilm zu arbeiten, bediente sich Shamroy symbolischer Farbkontraste, indem er „kalte“ und „heiße“ Farben benutzte. So trägt Tierney in der Szene, in der sie sich die Treppe hinunterstürzt um ihr ungeborenes Kind zu verlieren, ein blaues Nachthemd. Eine Überblendung zeigt Tierney Monate später, wie sie an einem Strand aus dem Wasser steigt und einen blutroten Badeanzug trägt. Shamroy, zum sechsten Mal für einen Oscar nominiert, erhielt 1946 seine dritte Trophäe für die Beste Kameraführung in einem Farbfilm. Neben Shamroy waren Lyle R. Wheeler für die Beste Ausstattung, Gene Tierney als Beste Hauptdarstellerin und Thomas T. Moulton für den Besten Ton nominiert.
Bis zum Ende des Jahrzehnts arbeitete Shamroy noch zweimal mit Henry King zusammen. Zum einen bei der Produktion des Kriegsfilms Der Kommandeur, in dem Gregory Peck die Rolle des Kommandeurs einer Bomberstaffel im Zweiten Weltkrieg spielt, der an seiner Aufgabe beinahe zerbricht und zum anderen bei der Produktion von In den Klauen des Borgia. Für diesen in schwarzweiß gedrehten Abenteuerfilm erhielt Shamroy abermals eine Oscarnominierung.
Zuvor hatte Shamroy bei drei Filmen für Regisseur Otto Preminger gedreht, 1947 entstand Amber, die große Kurtisane, nach dem Bestseller Forever Amber von Kathleen Winsor. Im selben Jahr drehten Preminger und Shamroy das Melodram Daisy Kenyon, mit Joan Crawford, Dana Andrews und Henry Fonda in den Hauptrollen. Die dritte Zusammenarbeit Shamroys mit Preminger war das 1948 entstandene Musical Die Frau im Hermelin. Zunächst unter der Regie von Ernst Lubitsch, spielten Betty Grable und Douglas Fairbanks jr. die Hauptrollen. Lubitsch starb vor Fertigstellung des Films und Otto Preminger übernahm die Regie. Premingers Name wurde in den Credits nicht genannt, da er darauf bestand, dass, „als Zeichen seines Respekts und der Bewunderung vor dem verstorbenen Meister“, nur Lubitsch als Regisseur genannt werden sollte („as a mark of respect and admiration for the departed master.“)

### Die 1950er-Jahre
Während der 1950er-Jahre war Shamroy als Kameramann an etwa 30 Produktionen beteiligt und bis auf 1950 und 1957 in jedem Jahr für einen Oscar für die Beste Kameraführung in einem Farbfilm nominiert.
Die zwischen November 1950 und Januar 1951 entstandene Bibelverfilmung David und Bathseba war für fünf Oscars nominiert. Gregory Peck und Susan Hayward spielten die Hauptrollen in dieser lose an das Leben König Davids angelehnten Biografie. Im Zuge der Werbekampagne für das zweieinhalbstündige Epos, hinterließ Hayward am 10. August 1951 ihre Hand- und Fußabdrücke im Beton vor Grauman’s Chinese Theatre. Im Herbst des Jahres kam es in einem Kino in Los Angeles zu Protesten christlicher Fundamentalisten gegen den Film. Gregory Peck und Drehbuchautor Philip Dunne wurden als „bekannte Kommunisten“ beschimpft und die Filmrollen wurden zerstört. David und Bathsheba war die letzte große Verfilmung eines biblischen Themas vor der Einführung des Breitwandfilms.

Das in der Breite komprimierte Bild wird durch den Projektor wieder entzerrt

Nach dem Zweiten Weltkrieg hatte sich die finanzielle Situation der großen Filmstudios in Hollywood zunehmend verschlechtert. Eine veränderte Freizeitkultur und die Konkurrenz durch das Fernsehen hatten, unter anderem, dafür gesorgt, dass das Kino nicht mehr die Freizeitattraktion für das Publikum war, wie noch in den Vorkriegs- und Kriegsjahren. Zwischen 1947 und 1955 sanken etwa die Zuschauerzahlen um die Hälfte. Um wieder mehr Zuschauer in die Kinos zu locken, mussten Kinofilme wieder etwas Besonderes werden. Erstmals erschienen Kinofilme im 3-D, es gab erste Versuche der Paramount mit einem Cinerama genannten Breitwandformat, sowie ein Cinemiracle genanntes Verfahren, die sich letztlich als zu komplex und zu teuer erwiesen, da drei Kameras für die Aufnahme, sowie drei Filmprojektoren zum Vorführen des Films benötigt wurden. Spyros P. Skouras, Chef der Fox, hatte von einer Erfindung des Franzosen Henri Chrétien erfahren. Nach einer Vorführung des Anamorphoskops Ende 1952 in Frankreich, erwarb Skouras die Rechte an diesem Verfahren, sowie kurz darauf von Don Ferderson die Rechte an dem Markennamen Cinemascope. Der Vorteil des Cinemascope-Verfahrens beruht vor allem darauf, dass mit einer Kamera und einem 35 mm-Standardfilm gedreht werden kann, was zunächst die Aufnahmen technisch weniger komplex und kostengünstiger machte. Bei der Aufnahme mit einer entsprechenden Scopelinse, wird das Bild seitlich komprimiert und bei der Projektion mittels eines mit einem entsprechenden Objektiv ausgestatteten Filmprojektors auf der Leinwand wieder entzerrt erscheint.

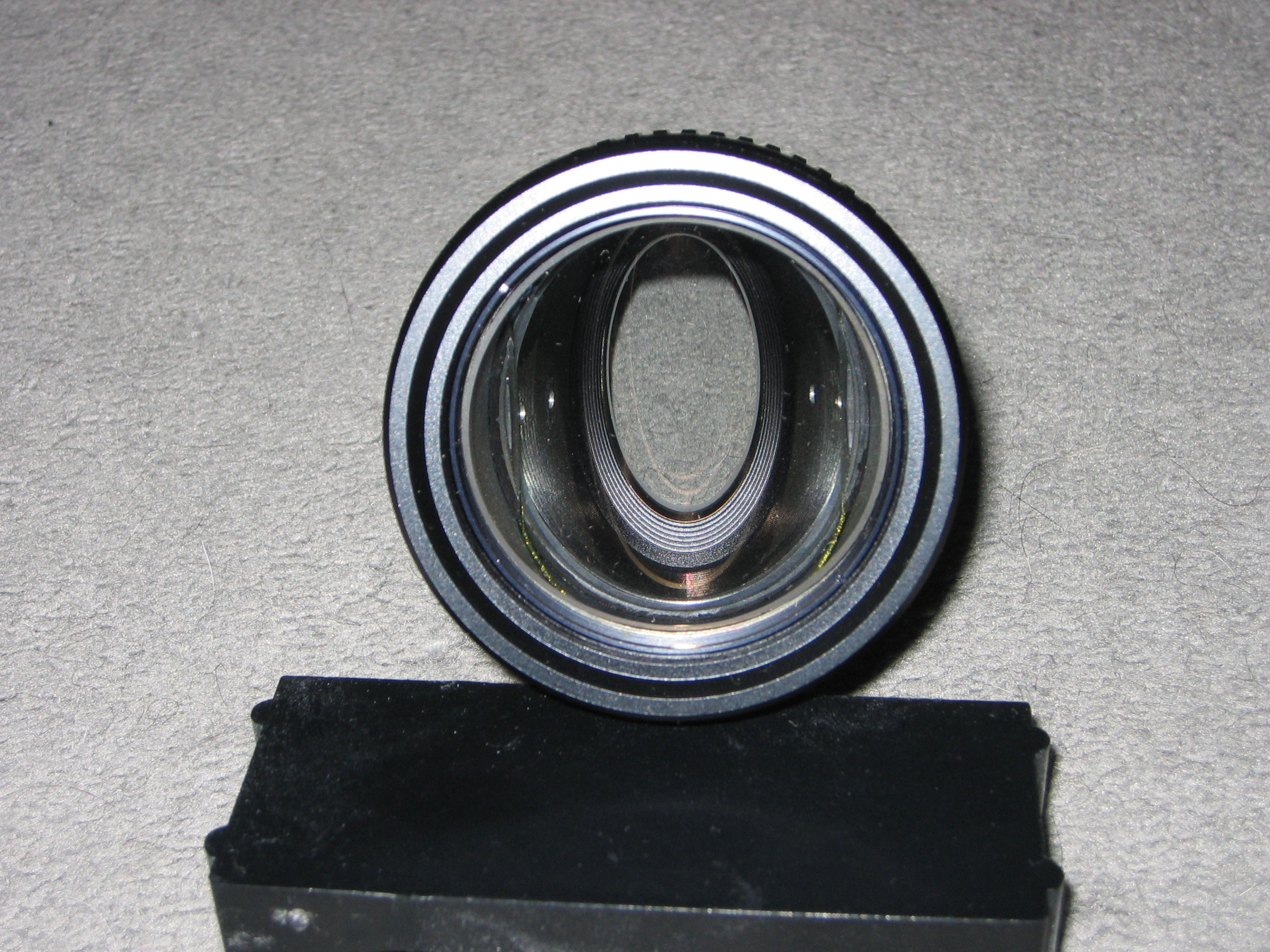
Weitwinkellinse für das Cinemascope-Verfahren

Ende Februar 1953 begann die Produktion von Das Gewand, einem Monumentalfilm in Cinemascope in den Farben von Technicolor und in Stereoton. Richard Burton, Jean Simmons und Victor Mature und Michael Rennie spielten die Hauptrollen, Regie führte Henry Koster. Kameramann Leon Shamroy, der von den Kameraassistenten Harvey Slocum und Lee Crawford unterstützt wurde, betrat wie der Rest der Filmcrew Neuland. Zwar war es nun möglich, einzelne actionlastige Szenen in einer einzigen Einstellung zu drehen, wie Shamroy in Filming The Robe, beschrieb, jedoch müssten die Schauspieler durch die längeren Einstellungen mehr Dialog und Aktion memorieren, da die Schnitte solcher Szenen schwieriger seien. Hinzu kamen Probleme mit der Bildschärfe, da die Scopelinse und die restliche Kameraoptik getrennt fokussiert werden mussten und die Assistenten, welche diese Einstellungen vornahmen, in den seltensten Fällen synchron arbeiteten. Es kam häufig vor, dass durch diesen Umstand Szenen noch einmal gefilmt werden mussten. Da man sich bei Fox nicht sicher war, ob die Kinos schnell genug auf die neue Technik umgerüstet werden konnten, wurde jede Szene zudem zweimal gedreht, einmal in Scope und ein weiteres Mal mit einer normalen Kamera. Am 16. September 1953 wurde Das Gewand im New Yorker Roxy-Theater im Cinemascope-Verfahren uraufgeführt. Insgesamt wurde der Film ein großer finanzieller Erfolg für die 20th Century Fox und alle anderen Filmstudios begannen damit, Filme im Breitwandverfahren zu drehen. Bei der Oscarverleihung im darauf folgenden Jahr war Das Gewand für fünf Oscars nominiert, unter anderem Leon Shamroy für die Kameraführung und Richard Burton als Bester Hauptdarsteller, einzig Charles Le Maire und Emile Santiago wurden für das Beste Kostümdesign geehrt.
Shamroy war bis zum Ende des Jahrzehnts an weiteren Monumentalfilmen der Fox beteiligt, so bei Michael Curtiz’ erstem Film für die 20th Century Fox, Sinuhe der Ägypter. Im Jahr 1958 arbeitete Shamroy als Kameramann für Regisseur Joshua Logan bei der gleichnamigen Verfilmung des mit dem Pulitzerpreis ausgezeichneten Musicals South Pacific von Rodgers und Hammerstein. Logan verlangte von Shamroy, für verschiedene Schlüsselszenen Farbfilter einzusetzen, um die Emotionen der Darsteller zu unterstreichen. Shamroy war damit nicht einverstanden und setzte die Filter wider besseres Wissen ein. Der Film kam bei Kritik und Publikum gut an und wurde ein finanzieller Erfolg. Logans Idee der Farbverfremdung kam, im Gegensatz zu Shamroys in brillanten Farben gedrehter Naturkulisse Hawaiis, weniger gut an.
Zweimal drehte Shamroy mit Henry King und Gregory Peck Ende 1950er-Jahre. Der Western Bravados, mit Peck als jenseits von Recht und Gesetz stehendem Rächer, entstand im gleichen Jahr wie South Pacific, und ein Jahr später drehten King und Shamroy Die Krone des Lebens. Dazwischen arbeitete Shamroy ein weiteres Mal mit Otto Preminger bei der Verfilmung von Porgy und Bess, einer Oper von George Gershwin. Porgy und Bess ist die einzige Produktion, die Shamroy während seiner Zeit bei Fox, für ein anderes Studio, die Columbia Pictures, drehte. Samuel Goldwyn, der Kameramann Ellsworth Fredericks durch Shamroy ersetzte, hatte zuvor schon Rouben Mamoulian gefeuert und durch Preminger ersetzt. Für seine Kameraarbeit bei der Produktion von Porgy und Bess erhielt Shamroy seine fünfzehnte Oscarnominierung. Den Oscar für die Beste Kameraführung in einem Farbfilm erhielt Robert Surtees für Ben Hur.

### Die 1960er-Jahre
Zu Beginn der 1960er-Jahre drehte Shamroy ein letztes Mal mit Henry King. Das Drama Zärtlich ist die Nacht entstand nach einem Roman von F. Scott Fitzgerald. King, weit über sechzig Jahre alt, setzte sich nach dieser Produktion zur Ruhe. Shamroy, der ebenfalls die Sechzig überschritten hatte, drehte in dieser letzten Dekade seines Schaffens knapp 20 Filme als Kameramann. Zu seinen herausragenden Arbeiten des Jahrzehnts gehörten, unter anderem, die Kameraführung bei der Produktion des Monumentalfilms Cleopatra und bei Otto Premingers Verfilmung des 1950 erschienenen Romans Der Kardinal von Henry Morton Robinson.
Cleopatra, das Prestigeprojekt der Fox Studios in den 1960er-Jahren wurde in Todd-AO gedreht. Dieses Breitwandformat wurde mit Weitwinkelobjektiven auf 65 mm-Film gedreht, um dann auf 70 mm-Film umkopiert zu werden. Die dafür erforderliche Spezialkamera wurde von der Mitchell Camera Corporation, einem US-amerikanischen Unternehmen gebaut, während der Projektor von Philips geliefert wurde.
Im Gegensatz zu seiner Kameraführung in South Pacific, verwendete Shamroy in vielen Einstellungen Objektive mit kurzer Brennweite, was einerseits dazu führte, dass der Zuschauer bei Point-of-View-Shots das Gefühl bekam, praktisch neben den Darstellern zu stehen, andererseits selbst bei Massenszenen einzelne Details und Gesichtszüge der Statisten sichtbar waren.
Bei der Oscarverleihung des Jahres 1964, Shamroy war sowohl für seine Arbeit an Cleopatra, als auch für Der Kardinal nominiert, erhielt Shamroy die Trophäe für Cleopatra.
Zwei Jahre später, 1966, war Shamroy zum achtzehnten Mal für einen Oscar nominiert, für Carol Reeds Michelangelo – Inferno und Ekstase. Die Michelangelo-Biografie, mit Charlton Heston in der Hauptrolle, wurde von der zeitgenössischen Kritik zum Teil verrissen, jedoch die farbenprächtige und brillante Fotografie Shamroys, sowie die Ausstattung, durchaus gelobt. Dieser Umstand spiegelte sich auch in den Oscarnominierungen für Michelangelo wider. Weder für einen Darsteller, noch für die Regie war der Film nominiert.
Ab Mitte der 1960er-Jahre stand Shamroy in jedem Jahr nur noch für jeweils einen Film hinter der Kamera. Nach Spion in Spitzenhöschen folgte 1966 die Komödie Caprice, ebenfalls mit Doris Day in der Hauptrolle. Die 20th Century Fox setzte bei ihrem Breitwandproduktionen auf das Scopeverfahren von Panavision, so dass Caprice der letzte von Fox produzierte Film in Cinemascope war.
Mit dem Regisseur Franklin J. Schaffner drehte Shamroy 1967 Planet der Affen, ein Jahr später arbeitete Shamroy ein letztes Mal für mit Otto Preminger zusammen. Die Komödie Skidoo – Ein Happening in Love war Groucho Marx’ letzter Auftritt in einem Film.
Shamroys letzte Filmarbeit, bevor ihn seine angeschlagene Gesundheit in den Ruhestand zwang, war George Cukors 1968 gedrehtes Drama Alexandria – Treibhaus der Sünde.

## Oscars
- 1942: Beste Kamera (Farbfilm) für Der Seeräuber
- 1944: Beste Kamera (Farbfilm) für Wilson
- 1945: Beste Kamera (Farbfilm) für Todsünde
- 1963: Beste Kamera (Farbfilm) für Cleopatra
- nominiert:
  - 1938: Beste Kamera für Gauner mit Herz
  - 1940: Beste Kamera (Farbfilm) für Galopp ins Glück
  - 1942: Beste Kamera (Schwarzweißfilm) für Ten Gentlemen from West Point
  - 1949: Beste Kamera (Schwarzweißfilm) für In den Klauen des Borgia
  - 1951: Beste Kamera (Farbfilm) für David und Bathseba
  - 1952: Beste Kamera (Farbfilm) für Schnee am Kilimandscharo
  - 1953: Beste Kamera (Farbfilm) für Das Gewand
  - 1954: Beste Kamera (Farbfilm) für Sinuhe, der Ägypter
  - 1955: Beste Kamera (Farbfilm) für Alle Herrlichkeit auf Erden
  - 1956: Beste Kamera (Farbfilm) für Der König und ich
  - 1958: Beste Kamera (Farbfilm) für South Pacific
  - 1959: Beste Kamera (Farbfilm) für Porgy und Bess
  - 1963: Beste Kamera (Farbfilm) für Der Kardinal
  - 1966: Beste Kamera (Farbfilm) für Michelangelo – Inferno und Ekstase

## Filmografie
- 1926: Lightning Hutch
- 1926: Tongues of Scandal
- 1927: Pirates of the Sky
- 1927: The Trunk Mystery
- 1927: Catch-As-Catch-Can
- 1927: Hidden Aces
- 1927: Land of the Lawless
- 1928: The Telltale Heart
- 1928: The Last Moment
- 1928: Out with the Tide
- 1928: Bitter Sweets
- 1928: Acoma the Sky City
- 1930: Alma de Gaucho
- 1931: Man’s Paradise
- 1931: Women Men Marry
- 1932: Stowaway
- 1932: A Strange Adventure
- 1933: Jennie Gerhardt
- 1933: Her Bodyguard
- 1933: Ein Stück vom Mond (Three-Cornered Moon)
- 1933: Ever in My Heart
- 1934: Good Dame
- 1934: Are We Civilized?
- 1934: Prinzessin für 30 Tage (Thirty-Day Princess)
- 1934: Tempel der Schönheit (Kiss and Make up)
- 1934: Ready for Love
- 1934: Behold My Wife!
- 1935: Oberarzt Dr. Monet (Private Worlds)
- 1935: Eine Frau von 20 Jahren (Accent on Youth)
- 1935: Sie heiratet den Chef (She Married Her Boss)
- 1935: She Couldn’t Take It
- 1935: Mary Burns, Fugitive
- 1935: Soak the Rich
- 1936: Fatal Lady
- 1936: Der Verschwender (Spendthrift)
- 1936: Wedding Present
- 1936: Gehetzt (You Only Live Once)
- 1937: Her Husband Lies
- 1937: Der große Gambini (The Great Gambini)
- 1937: She Asked for It
- 1937: Blossoms on Broadway
- 1938: Gauner mit Herz (The Young in Heart)
- 1939: Die Abenteuer des Sherlock Holmes (The Adventures of Sherlock Holmes)
- 1939: Little Old New York
- 1939: I Was an Adventuress
- 1939: Ein ideales Paar (Made for Each Other)
- 1939: Liebe und Leben des Telefonbauers A. Bell (The Story of Alexander Graham Bell)
- 1940: Lillian Russell
- 1940: Four Sons
- 1940: Tin Pan Alley
- 1940: Carioca (That Night in Rio)
- 1940: Galopp ins Glück (Down Argentine Way)
- 1941: The Great American Broadcast
- 1941: A Yank in the R.A.F.
- 1941: Allotria in Florida (Moon Over Miami)
- 1941: Confirm or Deny
- 1942: Roxie Hart
- 1942: 10 Leutnants von West-Point (Ten Gentlemen from West Point)
- 1942: Der Seeräuber (The Black Swan)
- 1943: Crash Dive
- 1943: Der Tänzer auf den Stufen (Stormy Weather)
- 1943: Claudia
- 1944: Buffalo Bill, der weiße Indianer (Buffalo Bill)
- 1944: Wilson
- 1944: Ein Baum wächst in Brooklyn (A Tree Grows in Brooklyn)
- 1945: Where Do We Go from Here?
- 1944: Greenwich Village
- 1945: Jahrmarkt der Liebe (State Fair)
- 1945: The Shocking Miss Pilgrim
- 1945: Todsünde (Leave Her to Heaven)
- 1947: Amber, die große Kurtisane (Forever Amber)
- 1947: Daisy Kenyon
- 1948: Die Frau im Hermelin (That Lady in Hermine)
- 1949: Der Kommandeur (Twelve O’Clock High)
- 1949: In den Klauen des Borgia (Prince of Foxes)
- 1950: Im Dutzend billiger (Cheaper by the Dozen)
- 1950: Vorposten in Wildwest (Two Flags West)
- 1951: An der Riviera (On the Rivera)
- 1951: With a Song in My Heart
- 1951: David und Bathseba (David and Bathsheba)
- 1952: Down Among the Sheltering Palms
- 1952: Wait ’Til the Sun Shines, Nellie
- 1952: Schnee am Kilimandscharo (The Snows of Kilimanjaro)
- 1952: Mit einem Lied im Herzen (With a Song in My Heart)
- 1953: Das Gewand (The Robe)
- 1953: Der Hauptmann von Peshawar (King of the Khyber Rifles)
- 1953: Götter ohne Maske (Tonight We Sing)
- 1953: The Girl Next Door
- 1953: Weiße Frau am Kongo (White Witch Doctor)
- 1953: Madame macht Geschichte(n) (Call Me Madam)
- 1954: Sinuhe der Ägypter (The Egyptian)
- 1954: Rhythmus im Blut (There’s No Business Like Show Business)
- 1955: Daddy Langbein (Daddy Long Legs)
- 1955: Alle Herrlichkeit auf Erden (Love Is a Many-Splendored Thing)
- 1955: Guten Morgen, Miss Fink (Good Morning, Miss Dove)
- 1956: Der König und ich (The King and I)
- 1956: The Girl Can’t Help It
- 1956: Fanfaren der Freude (The Best Things in Life Are Free)
- 1957: Eine Frau, die alles weiß (The Desk Set)
- 1958: Keine Angst vor scharfen Sachen (Rally Round the Flag, Boys!)
- 1958: Bravados (The Bravados)
- 1958: South Pacific
- 1959: Porgy und Bess
- 1959: Die Krone des Lebens (Beloved Infidel)
- 1959: Der blaue Engel (The Blue Angel)
- 1960: Unrasiert und fern der Heimat (Wake Me When It’s Over)
- 1960: Land der tausend Abenteuer (North to Alaska)
- 1960: Snow White and the Three Stooges
- 1961: Zärtlich ist die Nacht (Tender is the Night)
- 1963: Der Kardinal (The Cardinal)
- 1963: Cleopatra
- 1964: Michelangelo – Inferno und Ekstase (The Agony and the Ecstasy)
- 1964: Immer mit einem anderen (What a way to go)
- 1964: Fate Is the Hunter
- 1964: Eine zuviel im Harem (John Goldfarb, Please Come Home!)
- 1965: Bitte nicht stören! (Do Not Disturb)
- 1965: Spion in Spitzenhöschen (The Glass Bottom Boat)
- 1967: Caprice
- 1968: Planet der Affen (Planet of the Apes)
- 1968: The Secret Life of an American Wife
- 1968: Skidoo – Ein Happening in Love (Skidoo)
- 1969: Alexandria – Treibhaus der Sünde (Justine)